# Taxidermy
Taxidermy – kompilacja amerykańskiego zespołu Abney Park, w 2002 roku. Częścią albumu jest kilka nowych wersji wcześniej wydanych utworów, nagrania z koncertów i dwa covery.

## Lista utworów
| Nr  | Tytuł                         | Czas |
| --- | ----------------------------- | ---- |
| 1.  | "The Wake" (2005 Mix)         | 5:32 |
| 2.  | "New Black Day"               | 4:49 |
| 3.  | "The Change Cage" (2005 Mix)  | 4:00 |
| 4.  | "White Wedding"               | 3:48 |
| 5.  | "The Root Of All Evil - Live" | 4:05 |
| 6.  | "The Shadow Of Life - Live"   | 3:28 |
| 7.  | "The Only One - Live"         | 2:54 |
| 8.  | "Creep"                       | 4:17 |
| 9.  | "Dead Silence" (2005 Mix)     | 3:22 |
| 10. | "The Wake" (Dream Mix)        | 5:16 |

## Muzycy
- Robert Brown – wokal
- Kristina Erickson – keyboard
- Traci Nemeth – wokal
- Rob Hazelton – gitara i wokal
- Krysztof Nemeth – gitara basowa

- Thomas Thompson – gitara basowa (New Black Day i White Wedding)
- Rachel Gilley – wokal (New Black Day, White Wedding i Dead Silence)
- Henry Cheng – gitara (Creep)